# Martin Wandel
Martin Wandel (15 de abril de 1892 - 14 de enero de 1943) fue un general alemán en la Wehrmacht durante la II Guerra Mundial. También fue condecorado con la Cruz de Caballero de la Cruz de Hierro de la Alemania Nazi. Wandel murió el 14 de enero de 1943 cuando su puesto de mando fue barrido como parte del cerco de la batalla de Stalingrado.

## Condecoraciones
- Cruz de Caballero de la Cruz de Hierro el 23 de noviembre de 1941 como Generalmajor y comandante de la 121. Infanterie-Division[1]